# リゴベルト・ウラン
リゴベルト・ウラン（Rigoberto Urán、1987年1月26日 - ）は、コロンビア、ウラオ出身の自転車競技選手。2006年にプロデビューし、現在はEFプロサイクリングに所属。
ステージレースを得意としており、2017年のツール・ド・フランスと2013年と2014年のジロ・デ・イタリア（2012年は総合7位で新人賞）で総合2位に入り、ワンデーレースではロンドンオリンピックのロードレースでで銀メダルを獲得し、イル・ロンバルディアでは3度3位に入っている。

## 経歴

### 生い立ち
ウラン一家はメデリンから約140km離れ、犯罪率が高く、1980年代にコロンビア革命軍が支配していたウラオ出身。
父のドン・リゴベルト・デ・ヘスス・ウランも自転車プロロードレース選手の経験を持つ。しかし自転車選手としてのキャリアをスタートさせた14歳のとき、父親が『麻薬カルテル戦争』に巻き込まれてコロンビア自衛軍連合により殺害されたため、自身が宝くじの販売で生計を立て一家を支えた。16歳のとき、プロ自転車選手になるべく、メデリンヘ移住。2003年、コロンビア選手権、U17部門の個人タイムトライアル(ITT)及びポイントレースを優勝。2004年と2005年にジュニア・ツアー・オブ・コロンビアを2連覇した。

### プロデビュー
2005年、コロンビア選手権・ジュニア部門で、個人ロードレース、個人追い抜き、マディソン、スクラッチの計4冠に輝いた。
2006年、セカンドディヴィジョンカテゴリーのUCIプロフェッショナルコンチネンタルチームであるイタリアのテナックス・サルミアーノと契約を結んでプロに転向。イタリアのブレシアでホストファミリーと暮らし始め、この頃からウランにとってイタリアが第2の故郷となった。
2007年、UCIプロチームのユニベット.comに移籍し、プロツアーで最年少のライダーとなった。しかし、チームはスポンサーの問題によりグランツールを含む多くのレースに出れないといった厳しい状況となったもの、ツール・ド・スイスでは第8ステージで残り1kmを切ったところでアタックし区間優勝。総合でも9位に入り存在をアピールした。
しかしこの年のウランは不運続きだった。エウスカル・ビシクレタでは個人タイムトライアルだった第2bステージで、暫定首位に立っていたものの残り6人がゴールしていない状態で強風によりステージキャンセル。ドイツ・ツアー第4ステージでは、ダミアーノ・クネゴらと同じ集団で走っていたものの、ゴールまで残り15kmのリートベルク峠の下りで落車し、リタイアを余儀なくされた。

### ケス・デパーニュ（2008-2010年）
2008年、スペインのケス・デパーニュ（後のモビスター・チーム）に移籍。この年はカタルーニャ一周で総合2位、ジロ・ディ・ロンバルディアで3位と重要なレースで2回も表彰台に上った。
2009年、ツール・ド・フランスに初出場。2010年にはジロ・デ・イタリアに初出場し、翌月のツール・ド・スイスでは第7ステージまで総合2位をキープし、最終的に総合7
位に入った。

### スカイ（2011-2013年）

#### 2011年
チーム・スカイに移籍。ブエルタ・ア・アンダルシア総合7位、ボルタ・ア・カタルーニャ総合4位、リエージュ〜バストーニュ〜リエージュ5位と徐々に勢いを増していった。
ツール・ド・フランスでは、3週目の序盤に新人賞ジャージを着ると、登りがきつくなるほど実力を発揮していった。しかし第18ステージと第19ステージで大失速し新人賞ジャージを失ってしまった。最終的に優勝したカデル・エヴァンスから42分遅れの総合24位、新人賞部門6位でゴールした。
ツール終了後はワンデーレースで活躍し、クラシカ・サンセバスティアンで8位、グランプリ・シクリスト・ド・ケベックとジロ・デッレミリアで3位に入った。

#### 2012年
3月上旬、パリ〜ニースに出場。エースのブラッドリー・ウィギンスのアシストとして働き、総合優勝に貢献しながら、自身も総合12位でゴールした。
3月下旬には、山岳ステージが多いボルタ・ア・カタルーニャに出場。第1ステージでは、優勝したミヒャエル・アルバジーニから約1分半遅れの集団でゴール。第2ステージではアンヘルス峠で絞られた31人の先頭集団に残り、集団スプリントで3位。第4ステージでは、飛び出していたリーヴァイ・ライプハイマーとシルヴェスタ・シュミットを追って、サムエル・サンチェス、デニス・メンショフ、ダヴィ・モンクティエと共に追走し合流。その後、後ろの集団が追いつき、25名での集団スプリントを制してステージ優勝。第5ステージでは小集団スプリントでジュリアン・シモンに敗れたものの2位。第7ステージでは4位に入ったものの、初日でのアルバジーニとのタイム差を縮めるが出来ず総合5位でゴールした。
カタルーニャ終了後は、総合5位以上を目指すジロ・デ・イタリアの準備の為に、コロンビアへ帰国。
ヨーロッパに戻った後は、フレッシュ・ワロンヌに出場。エースとして臨んだものの、レース序盤で落車し、膝を数針縫うほどのけがを負ってしまった。4日後のリエージュ〜バストーニュ〜リエージュにも出場。しかし、悪天候と膝の痛み、怪我によるトレーニング不足の影響により残り100kmでのリタイアの余儀なくされた。
7月12日、コロンビア代表としてロンドンオリンピックのロードレースに出場。優勝候補最有力のマーク・カヴェンディッシュが得意な集団スプリントを嫌った各チームの波状攻撃を利用し、30人の逃げ集団に入った。そして、残り5kmでアタックし、アレクサンドル・ヴィノクロフが合流。残り300mで後ろの集団との差を見るためにウランが振り返った隙に、スプリントを開始したヴィノクロフに負けたものの2位でゴールし銀メダルを獲得。2人目の自転車競技でメダルを獲得したコロンビア人になった。
9月末、グラン・ピエモンテに出場。最後の登りで、セルヒオ・エナオのアタックに反応した8人が飛び出した。そこからさらにウランがアタックし、ゴルカ・ベルドゥゴのみが反応して先頭は2人になった。残り500mでヴェルドゥゴを振り切り、シーズン2勝目を挙げた。
2日後には、大雨の中ジロ・ディ・ロンバルディアに出場。マドンナ・デル・ギザッロの登りを終えた時点でで30人ほどにまで集団が絞り込まれ、最後のヴィッラ・ヴェルガノの登りでホアキン・ロドリゲスがアタックし、独走に持ち込む。ウランやエナオ、アルベルト・コンタドールらを含んだ集団はロドリゲスとのタイム差を縮められない。最終的にはロドリゲスに逃げ切られ、集団スプリントでサムエル・サンチェスに敗れたものの3位に入り表彰台に上った。

#### 2013年
チャレンジ・ブエルタ・ア・マリョルカで、シーズンイン。3月にはティレーノ〜アドリアティコでクリストファー・フルームのアシストを務め、総合25位。前年、区間優勝し総合5位に入ったボルタ・ア・カタルーニャでは総合28位。4月には、アルデンヌクラシックに出場したが振るわず、アムステルゴールドレースでは完走することもできなかった。
ジロ・デ・イタリアには、ブラッドリー・ウィギンスのアシストとして出場。第2ステージのチームタイムトライアルで優勝し、1週目ですでに総合トップ10に入った。初の山頂ゴールとなった第10ステージではアタックを決め、ステージ優勝し、エースのウィギンスを抑えて総合3位に浮上。エースのウィギンスはこの3日後にリタイアし、ウランがチームのリーダーとなった。2週目も総合3位をキープし、第20ステージでは最後の登りでカルロス・ベタンクールら同胞のコロンビア勢と一致団結して3位でゴール。カデル・エヴァンスを逆転し、ヴィンチェンツォ・ニバリに次ぐ総合2位を獲得した。
シーズン後半は、あまり結果が振るわず、ツール・ド・ポローニュは総合47位、ブエルタ・ア・エスパーニャは第16ステージではネオプロのワレン・バルギルに次ぐ2位になったものの総合27位でレースを終えた。その後、自分向きのコースである世界選手権ロードレースに出場。最終周の登りで、ニバリとロドリゲスについていくが、下りで落車しチャンスを失ってしまい41位でゴールした。

### クイックステップ（2014-2015年）

#### 2014年
グランツールでのエースになるためにオメガファーマ・クイックステップに移籍。早速、ツアー・オブ・オマーンで総合3位入賞。3月には、ティレーノ〜アドリアティコのチームタイムトライアルで優勝し、総合31位。その後、ボルタ・ア・アカタルーニャで総合30位、ツール・ド・ロマンディで総合14位。
5月、ジロ・デ・イタリアにエースとして出場。第12ステージの個人タイムトライアルで優勝し、エヴァンスに変わり総合首位に浮上、コロンビア人として始めてマリア・ローザに袖を通した。しかし第16ステージで同胞の若手ナイロ・キンタナの独走を許してしまいマリア・ローザを失う。第19ステージの個人タイムトライアルでは3位に入ったものの、総合2位でゴールした。
8月に休養から戻りレース復帰。ツール・ド・レンのプロローグで4位に入った。月末にはブエルタ・ア・エスパーニャに出場。第10ステージの個人タイムトライアルで、世界チャンピオンのトニー・マルティンに次ぐ2位に入り、総合3位に浮上。しかし、その後気管支炎に苦しみ、第16ステージで大失速し15分遅れでゴール。翌日出走せずリタイアした。
コロンビア代表として出場した世界選手権ロードレースには27位でゴール。その後、ツアー・オブ・北京に出場し総合9位でシーズンを終えた。

#### 2015年
序盤、ティレーノ～アドリアティコ総合3位、ボルタ・ア・カタルーニャ総合5位、ツール・ド・ロマンディ総合5位と順調な滑り出しだったものの、ジロ・デ・イタリアは総合14位と大失敗。シーズン後半はグランプリ・シクリスト・ド・ケベックを制した。

### キャノンデール / EF（2016年-）

#### 2016年
キャノンデール・ドラパックに移籍。ジロ・デ・イタリアを総合7位でゴール。2連覇を目指して出場した、グランプリ・シクリスト・ド・ケベックではゴールまで残り数mのところで集団に吸収されて10位。イル・ロンバルディアではエステバン・チャベス、ディエゴ・ローザに次ぐ3位で表彰台に上った。
2017年、ツール・ド・フランスに出場。難関山岳コースとなった第9ステージのモン・デュ・シャの下りでリッチー・ポートとダニエル・マーティンの落車に巻き込まれかけるも回避。しかしこの影響でシングルギア化してしまう。それにも関わらずワレン・バルギルを僅差で抑えステージ優勝。総合4位に浮上する。第17ステージで総合2位ファビオ・アルが遅れたことにより総合3位に。続く第18ステージでは最終盤に失速し総合2位ロマン・バルデとの差を広げられるが、第20ステージの個人タイムトライアルでバルデを大きく突き放し、総合2位でフィニッシュした。

## 主な戦績

### 2007年
- ツール・ド・スイス 区間優勝（第7ステージ）

### 2008年
- カタルーニャ一周 総合2位
- ジロ・ディ・ロンバルディア 3位

### 2009年
- ツール・ド・ロマンディ 総合5位
- ツール・ド・フランス 総合52位

### 2010年
- ツール・ド・スイス 総合7位

### 2011年
- カタルーニャ一周 総合5位
- リエージュ〜バストーニュ〜リエージュ 5位
- クラシカ・サンセバスティアン 9位
- グランプリ・シクリスト・ド・ケベック 3位

### 2012年
- カタルーニャ一周 総合5位（第4ステージ優勝）
- ジロ・デ・イタリア 総合7位、 新人賞
- ツール・ド・ポローニュ 総合10位
- ロンドン五輪・個人ロード 2位
- ジロ・デル・ピエモンテ 優勝
- ジロ・ディ・ロンバルディア 3位
- UCIワールドツアー 総合15位

### 2013年
- ジロ・デ・イタリア 総合2位（第10ステージ優勝）

### 2014年
- ツアー・オブ・オマーン 総合3位
- ジロ・デ・イタリア 総合2位（第12ステージ優勝）

### 2015年
- コロンビア選手権 優勝（個人タイムトライアル）
- ティレーノ～アドリアティコ 総合3位
- グランプリ・シクリスト・ド・ケベック 優勝

### 2016年
- ジロ・デッレミリア 3位
- ミラノ〜トリノ 3位
- イル・ロンバルディア 3位

### 2017年
- グラン・プレミオ・インドゥストリア・エ・アルティジャナート　3位
- ツール・ド・フランス　総合2位（第9ステージ優勝）

### 2018年
- コロンビア・オロ・イ・パ　区間優勝（第5ステージ）
- ツアー・オブ・スロベニア　区間優勝（第3ステージ）

### 2019年
- ツアー・コロンビア（英語版）　区間優勝（第1ステージ、チームタイムトライアル）

### 2020年
- ツアー・コロンビア（英語版）　区間優勝（第1ステージ、チームタイムトライアル）

### 2021年
- ツール・ド・スイス　区間優勝（第7ステージ・個人タイムトライアル）

### 2022年
- ブエルタ・ア・エスパーニャ 区間優勝（第17ステージ）